# Ludia wikstroemiifolia
Ludia wikstroemiifolia är en videväxtart som beskrevs av Herman Otto Sleumer. Ludia wikstroemiifolia ingår i släktet Ludia och familjen videväxter. Inga underarter finns listade i Catalogue of Life.